# بيفرلي لوري
بيفرلي لوري (بالإنجليزية: Beverly Lowry)‏ (10 أغسطس 1938، ممفيس في الولايات المتحدة)؛ كاتِبة وروائية أمريكية. درست في جامعة مسيسيبي.